# 山田伸雄
山田 伸雄（やまだ のぶお、1919年（大正8年）6月2日 - 2004年（平成16年）6月21日）は、昭和から平成時代の実業家。日揮社長、同会長、同相談役。

## 経歴
鉱山学者・山田直矢の長男の山田武雄・ユリ子の長男として東京府に生まれる。1942年（昭和17年）神戸商業大学（現神戸大学）を卒業後、三井化学購買部資材課長を経て、1962年（昭和37年）日本揮発油（現日揮）総務部課長に転じ、1964年（昭和39年）エンジニアリング本部管理室長、1966年（昭和41年）人事部長、取締役、常務、専務を経て、1980年（昭和55年）6月に副社長、1984年（昭和59年）6月には代表取締役社長に就任した。
1988年（昭和63年）6月、会長となり、1994年（平成6年）6月、相談役となった。ほか、日揮ユニバーサル代表取締役会長、日本シエル技術代表取締役副社長、日揮商事代表取締役などを歴任した。

## 栄典
勲章等
- 1992年（平成4年）4月 - 勲二等瑞宝章[1]

## 親族
- 娘婿 雨宮皓（長女さえ子夫、極東貿易副社長）[1][3]
- 岳父 志賀直哉（妻田鶴子父、小説家）[1]
- 父・山田武雄 ‐ 三井物産部長[4]
- 祖父 山田直矢（学者、大久保利世の孫）、実吉安純（子爵）
- 曽祖父・大島高任[4]